# Sint-Niklaaskerk (Uikhoven)

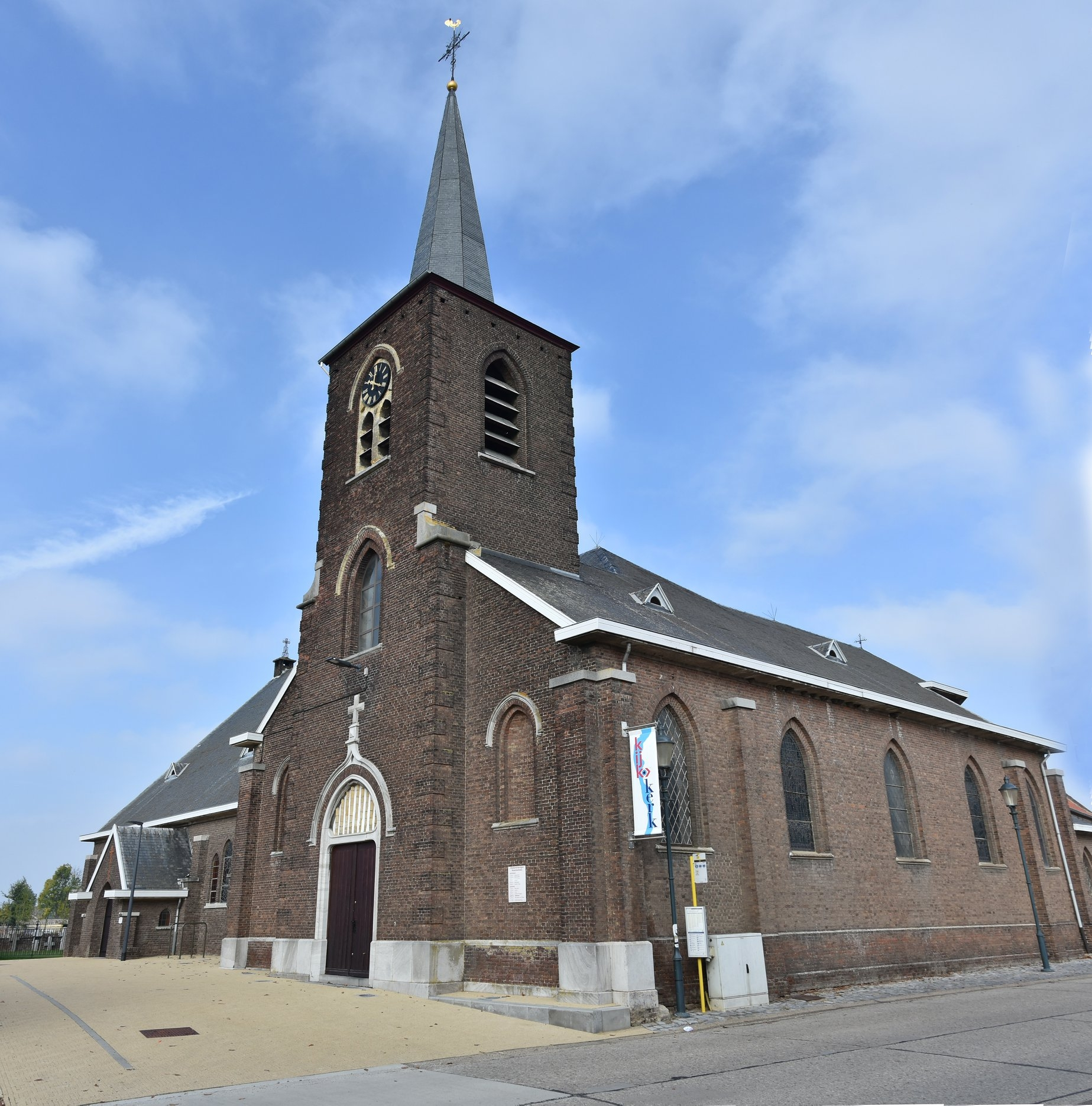
In 1855 werd een bakstenen neogotische kerk gebouwd.

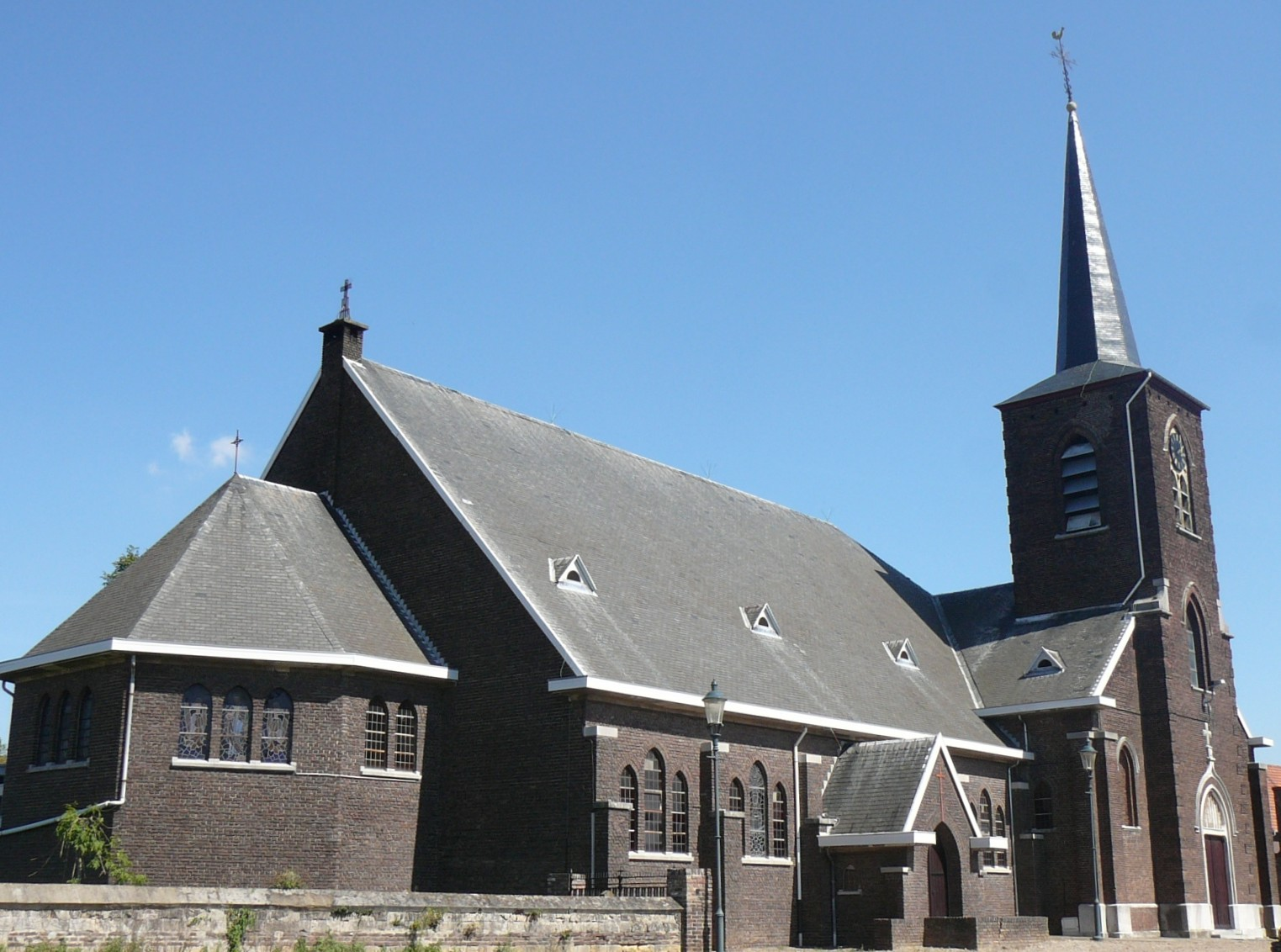
In 1939 kwam deze kerk haaks op de oude kerk te staan.

De Sint-Niklaaskerk is de parochiekerk van de Belgische plaats Uikhoven, gelegen aan Schoorstraat. De kerk is toegewijd aan Nicolaas van Myra. Naast de kerk staat de Lourdesgrot van Uikhoven. Tot 1967 behoorde de parochie tot het bisdom Luik en nadien tot het bisdom Hasselt. Er zijn nog steeds erediensten op zondag om 9u30.

## Geschiedenis
Oorspronkelijk was Uikhoven op kerkelijk gebied afhankelijk van de parochie van Geulle. Het dorp lag tot in de tweede helft van de twaalfde eeuw op de rechter Maasoever. Er was al een kapel en in 1623 werd Uikhoven een zelfstandige parochie.

## Gebouw
In 1855 werd een bakstenen neogotische kerk gebouwd. Toen in 1939 deze kerk werd aangepast onder architectuur van Karel Gessler (1887-1937), kwam deze haaks op de oude kerk te staan. Van dit oude kerkje bleven aldus de westertoren, het kerkschip en het koor bewaard. De nieuwe kerk, in neogotische stijl, heeft een brede middenbeuk en smalle zijbeuken, maar geen transepten.

## Interieur
Gaston Wallaert vervaardigde in 1926 fresco's van de zeven vreugden en zeven smarten van Maria. De kruiswegstaties, het doopvont en de muurschildering Kroning van Maria zijn van de hand van Lou Asperslagh.
De meeste interieurstukken, zoals communiebank, preekstoel, biechtstoel en orgel, zijn 19e-eeuws. Enkele beelden zijn ouder, een Sint-Lucia is uit de 16e eeuw en een Sint-Niklaas is uit de 17e eeuw. Enkele neogotische glas-in-loodramen dateren uit de tweede helft van de 19e eeuw. Er zijn een aantal vroegbarokke en barokke kandelaars. Op de begraafplaats bevinden zich twaalf 17e-eeuwse grafkruisen.

## Pastoors te Uikhoven

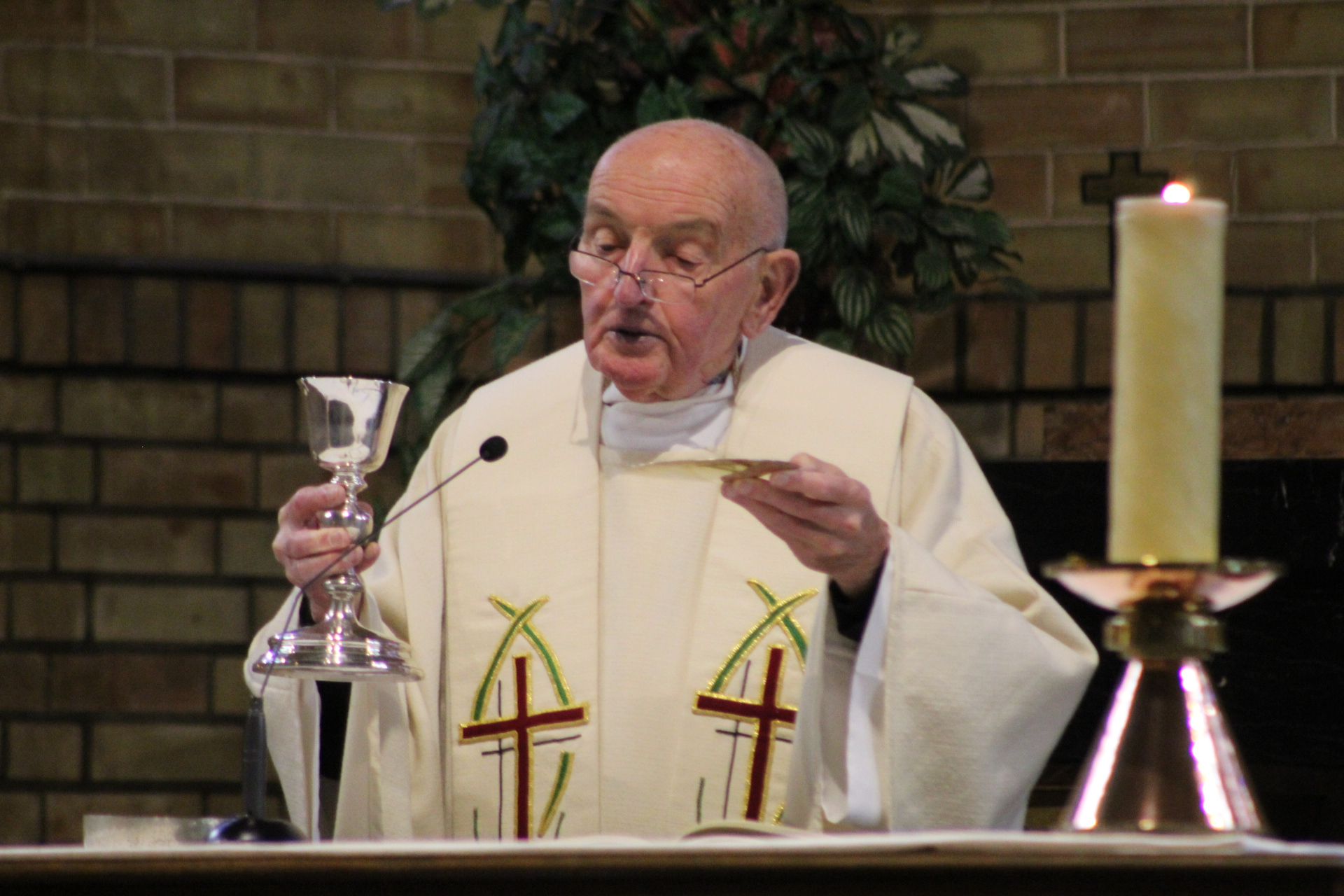
Pastoor Piet Janssen

1.                           Joannes Volders
2.            1654     Bartholomeus Fraisinne 
3.            1677     Joannes Crucius Houten
4.            1681     Fortunatus Winters                        Munsterbilzen
5.            1685      Simon Faschasij 
6.                            Wijnants 
7.            1695      Leonardus Hubens
8.            1727      Wijnandus Meysters
9.            1751      Gasparus Aelbers
10.          1753      Joannes-Matthias Goors 
11.          1777     Herman Liesens                               Zussen
12.          1810     Renier Reynders
13.          1811     C. Habets
14.          1816      Michaël Philips                                 Beek
15.          1830     Andreas Noben                               Hoeselt
16.          1846     Hendrik Gijbels                                Beringen
17.          1854     Jan-Frans Pernot                             Aldeneik
18.          1880     Alfons Claessens                             Maastricht
19.          1888     Jacob Vandeberg                            Nieuwenhagen
20.          1891     Hendrik Timmermans                        Maastricht
21.          1915     Jozef Goossens                                Opglabbeek
22.          1957     Frans Conings                                   Kotem
23.          1982     Piet Janssen                                      Neerpelt

## De Sint-Niklaaskerk als kijkkerk

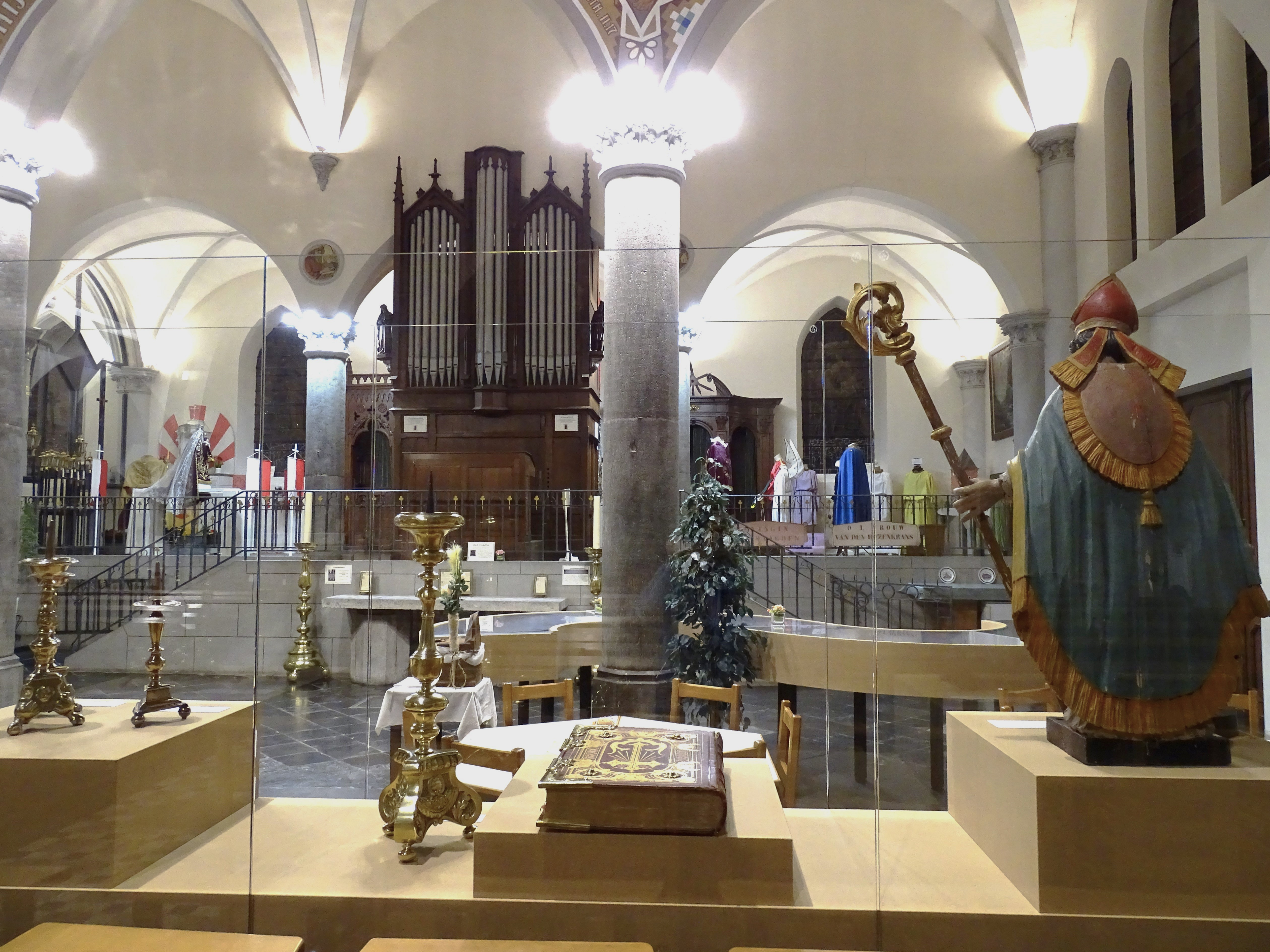
Oude kerk ingericht als KijkKerk sinds 2018
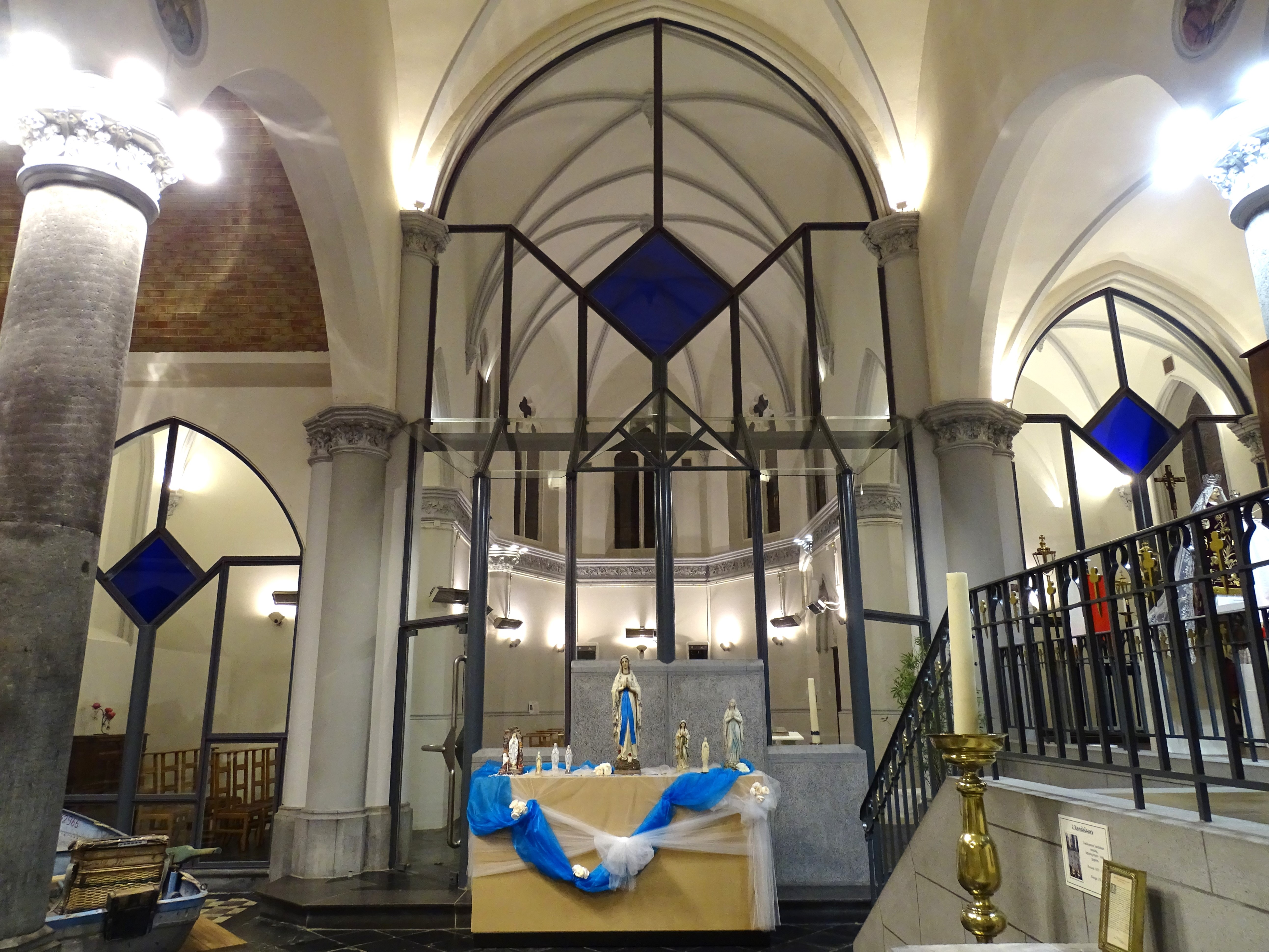
Zicht op de weekdagkapel

De Sint-Niklaaskerk kreeg op 22 juni 2018 als eerste kerk in Maasmechelen een nevenbestemming. Het oude gedeelte wordt ingericht als KijkKerk (heemkundig museum), terwijl in het andere gedeelte nog steeds erediensten worden gehouden.

## Grafsteen in Uikhoven
Op het kerkhof van de Sint-Niklaaskerk te Uikhoven is een 17e-eeuwse grafsteen te zien. De grafsteen herinnert aan de tijd toen Uikhoven ook tot het rijksgraafschap Rekem behoorde. Hierop is volgende tekst vermeld: 'IHS HIER LIGT BEGRAEVEN DAEM VAN WALSEN STADT HELDER DES GRAEFSCHAPS REKHEM GODT HEBBE DIE SIELE STARF DEN 26 MAY 1625 W